# Trostjanets
Trostjanets (også Trostyanets; ukrainsk: Тростянець}, ukrainsk udtale: [trosʲtʲɐˈnɛt͡sʲ]) er en by i Sumy oblast i Ukraine, og fungerer som administrativt centrum for Trostjanets rajon. Byen ligger ved floden Boromlya, 59 km fra Sumy. 
Her ligger bl.a. en nygotisk "rundgård" fra 1749, den senbarokke bebudelseskirke (1744-50), Galitzine-paladset fra det 18. århundrede og en "nymfernes grotte" (et mindesmærke fra 1809 for hundredåret for Slaget ved Poltava). Byen har 19.985 (2020) indbyggere.
Mange blev dræbt, og byen blev hårdt beskadiget under Ruslands invasion af Ukraine 2022.

## Historie
Trostjanets opstod i første halvdel af det 17. århundrede under en ny bølge af udvandring af bønder og kosakker fra Højrebreds-Ukraine til Sloboda Ukraine. Byens navn er forbundet med navnet på floden Trostjanka, som løber i nærheden.
Indtil 1765 var Trostjanets under Okhtyrka-regimentets jurisdiktion, derefter - en del af Sloboda Ukraine.  Fra 1835 var Trostjanets en del af Kharkov-provinsen i det Russiske Kejserrige beliggende i Akhtyrka Uyezd.
I 1864 boede komponisten Pjotr Iljitj Tjajkovskij i en villa i Trostjanets, da han komponerede sin ouverture Stormen.
Den 12. juli 1940 fik Trostjanets administrativ status som en by. Under Anden Verdenskrig var byen besat af Aksemagterne fra oktober 1941 til august 1943. I januar 1989 var indbyggertallet 25.706.

### Russernes invasion af Ukraine 2022
Under Ruslands invasion af Ukraine 2022 blev Trostjanets - der ligger strategisk placeret mellem de større bosættelser Sumy og Kharkiv - kort efter invasionen blev indledt den 24. februar, angrebet af russiske styrker  og blev indtaget af dem den 1. marts 2022. Den 4. marts 2022 blev der af de lokale myndigheder rapporteret om en humanitær katastrofe, der var under udvikling.  Trostjanets blev befriet af den ukrainske 93. mekaniserede brigade den 26. marts. Byen led store skader på sin infrastruktur under kampene, og en ukrainsk embedsmand sagde, at de russiske tropper, der trak sig tilbage, havde mineret et lokalt hospital. Den villa, som Tjajkovskij havde boet i, var blandt de bygninger, der blev ødelagt af de russiske tropper.
Den regionale anklagemyndighed i Sumy indledte en undersøgelse på grund af beviser for, at russiske tropper havde kastet håndgranater mod civile, der protesterede mod den russiske besættelse af Trostjanets den 18. marts.
Efter at byen var blevet befriet, fandt den britiske avis The Guardian beviser for henrettelser, tortur og plyndringer. 